# كيني أيرونز (لاعب كرة قدم)
كيني أيرونز (بالإنجليزية: Kenny Irons)‏ هو لاعب كرة قدم بريطاني، ولد في 4 نوفمبر 1970 في ليفربول في المملكة المتحدة. لعب مع نادي ترانمير روفرز لكرة القدم ونادي لينفيلد وهدرسفيلد تاون.